# Bernie Malone
Bernie Malone (ur. 26 marca 1948 w Dublinie) – irlandzka polityk i prawniczka, deputowana do Parlamentu Europejskiego III i IV kadencji.

## Życiorys
Ukończyła studia z zakresu prawa cywilnego na National University of Ireland, praktykowała jako radca prawny. Zaangażowała się w działalność polityczną w ramach Partii Pracy. W 1991 w wyborach lokalnych została wybrana na radną w okręgu Malahide. W 1994 pod koniec III kadencji objęła wakujący mandat posłanki do Parlamentu Europejskiego IV kadencji. Utrzymała go w wyborach w tym samym roku na kolejną kadencję. Zasiadała w grupie socjalistycznej, pełniąc funkcję jej przewodniczącej. W 1999 nie uzyskała reelekcji.